# Бедренец разрезной
Бе́дренец разрезно́й (лат. Pimpinella dissecta) — многолетнее травянистое растение, вид рода Зонтичные (Apiaceae) семейства Зонтичные (Apiaceae). По современной классификации название является устаревшим синонимом таксона Бедренец камнеломковый.

## Распространение и экология
Ареал вида охватывает Европу.
Произрастает в сосновых борах, в смешанных и дубовых лесах на песчаной почве, на приречных и приозёрных песках, на склонах холмов, в речных поймах, на паровых песчаных полях.

## Биологическое описание
Стебель высотой 60—90 см, плотный, вместе с листьями голый или очень коротко опушённый, почти от основания ветвистый с косо вверх восходящими ветками.
Прикорневые листья рано увядающие. Нижние стеблевые в очертании яйцевидные или треугольно-яйцевидные, на черешках, которые обыкновенно длиннее пластинки, последняя дважды перисто-рассечённая, длиной 10—12 см, шириной 6—7 см, конечные доли продолговато-линейные, длиной 0,5—2 см, шириной 1—2 мм, острые. Верхние листья более мелкие и более просто рассечённые, сидячие на продолговатом влагалище; самые верхние с недоразвитой пластинкой.
Зонтики с 13—17 голыми лучами, в поперечнике 2,5—4 см, обёртки и обёрточек нет. Лепестки белые, широкояйцевидные, длиной около 1 мм, на верхушке выемчатые и в выемке с загнутой внутрь долькой.
Плоды голые, яйцевидные, длиной 2—2,5 мм, шириной около 1,5 мм, к верхушке чуть стянутые, с мало заметными рёбрами, подстолбие коротко коническое. Столбики длинные, расходящиеся, длиной 1,5—2 мм, на конце с головчатым рыльцем.

## Таксономия
Вид Бедренец разрезной входит в род Бедренец (Pimpinella) семейства Зонтичные (Apiaceae) порядка Зонтикоцветные (Apiales).
|  |                                      |  |                                                             |                                                             |                     |  | ещё 8 семейства (согласно Системе APG II) | ещё 8 семейства (согласно Системе APG II) |                        |  |  |  | ещё около 150 видов |
|  |                                      |  |                                                             |                                                             |                     |  | ещё 8 семейства (согласно Системе APG II) | ещё 8 семейства (согласно Системе APG II) |                        |  |  |  | ещё около 150 видов |
|  |                                      |  |                                                             | порядок Зонтикоцветные                                      |                     |  |                                           |                                           | род Бедренец           |  |  |  |                     |
|  |                                      |  |                                                             | порядок Зонтикоцветные                                      |                     |  |                                           |                                           | род Бедренец           |  |  |  |                     |
|  | отдел Цветковые, или Покрытосеменные |  |                                                             |                                                             | семейство Зонтичные |  |                                           |                                           | вид Бедренец разрезной |  |  |  |                     |
|  | отдел Цветковые, или Покрытосеменные |  |                                                             |                                                             | семейство Зонтичные |  |                                           |                                           |                        |  |  |  |                     |
|  |                                      |  | ещё 44 порядка цветковых растений (согласно Системе APG II) | ещё 44 порядка цветковых растений (согласно Системе APG II) |                     |  |                                           | ещё более 300 родов                       | ещё более 300 родов    |  |  |  |                     |
|  |                                      |  |                                                             | ещё 44 порядка цветковых растений (согласно Системе APG II) |                     |  |                                           |                                           | ещё более 300 родов    |  |  |  |                     |